# Boku ga Aishita Subete no Kimi e und Kimi wo Aishita Hitori no Boku e
Boku ga Aishita Subete no Kimi e (jap. 僕が愛したすべての君へ) und Kimi wo Aishita Hitori no Boku e (君を愛したひとりの僕へ) sind zwei japanische Romane von Yomoji Otono. Die Science-Fiction-Dramen erschienen gleichzeitig im Jahr 2016 und erzählen zwei miteinander verschränkte Liebesgeschichten. Die Romane spielen in einer nahen Zukunft, in der es durch die Erforschung von Imaginärteilchen möglich wird, zwischen verschiedenen Entwicklungswegen der Welt zu springen. Sie folgen zwei Leben des Japaners Koyomi, der sich bei der Scheidung der Eltern für den Vater oder die Mutter entschieden hat, wodurch zwei unterschiedliche Lebenswege entstanden. Die beiden Romane wurden 2022 in Form von zwei Anime-Filmen umgesetzt, die international als To Every You I've Loved Before und To Me, the One Who Loved You veröffentlicht wurden.

## Inhalt
In einer nahen Zukunft erlangt die Menschheit mit der Erforschung von Imaginärteilchen neue Erkenntnisse und bald auch neue Technologien. Die Imaginärteilchen verbinden Parallelwelten, die sich durch Entscheidungen voneinander getrennt haben. Mit ihrer Messung kann man den Abstand zu anderen Parallelwelten feststellen. So wird bekannt, dass jeder gelegentlich zwischen nahen Parallelwelten springt. Die Technik schreitet weiter voran, sodass absichtliche Weltensprünge möglich werden.
Der Junge Koyomi muss sich im Alter von sieben Jahren entscheiden, ob er weiter mit seiner Mutter Mayumi Takasaki bei seinen Großeltern leben will oder mit seinem dann alleinerziehenden Vater Shodai Hidaka, der im Labor an der noch jungen Imaginärteilchenforschung arbeitet. Durch die Entscheidung beginnen zwei Parallelwelten, die durch spätere Ereignisse wieder miteinander verknüpft werden. Einige Zeit nach der Trennung der Eltern geschieht das erste große, sich unterscheidende Ereignis: In der Welt von Koyomi Hidaka stirbt der Hund seiner Großeltern, Yuno. Koyomi Takasaki verliert am selben Tag seinen Großvater. Hidaka ist über den Verlust des Hundes so traurig, dass ihm das Mädchen Shiori Satō im Kindergarten des Labors seines Vaters helfen will. Sie lässt ihn mit der Maschine im Labor in die andere Parallelwelt wechseln, in der der Hund noch lebt – wo Hidaka vom Tod seines Großvaters schockiert wird. Koyomi Takasaki wechselt zugleich in die andere Richtung und kann so seinen Großvater doch noch einmal lebend sehen. Beide wechseln in der Nacht zurück, haben den Großvater viel mehr schätzen gelernt oder sich von ihm verabschieden können.
Koyomi Hidaka ist seit diesem Tag eng mit Shiori befreundet und schließlich verlieben sich die beiden ineinander. Auch ihre Eltern, beide alleinerziehend nach einer Scheidung, kommen sich näher. Shioris Mutter ist die Direktorin der Forschungseinrichtung. Dann verkünden die Eltern, dass sie sich verliebt haben und heiraten wollen. Die Jugendlichen glauben, dass sie nun Geschwister werden und nie heiraten können. Sie wollen daher erneut in eine Parallelwelt wechseln, in der ihre leiblichen Eltern sich nicht scheiden lassen und sie zusammenkommen können. Doch in der Parallelwelt wird Shiori überfahren. Im Moment des Todes versucht sie, zurückzugelangen, aber die Imaginärteilchen und damit ihre Psyche schaffen es nicht. Ihr Körper ist von da an hirntot und Shiori ist als Geist an der Kreuzung des Unfalls gefangen. Nur Koyomi sieht sie da und schwört sich, sie zu retten. Sein Vater und Shioris Mutter wollen ihn unterstützen und der Junge stürzt sich in die Arbeit, um später im Labor an den Forschungen zu arbeiten.
Koyomi Takasaki führt ein fleißiges, gewöhnliches, aber recht einsames Leben, bis er an der Oberschule auf Kazune Takigawa kennenlernt. Sie gibt sich als eine Kazune aus einer Parallelwelt aus, in der sie mit Koyomi zusammen sei. So erhält sie seine Aufmerksamkeit und rächt sich, als sie die Lüge auffliegen lässt, dafür, dass sie sich von ihm als besten Schüler zu wenig beachtet fühlt. Sie ist die zweitbeste der Klasse und von da an wetteifern beide. Koyomi verliebt sich in Kazune, doch die lässt ihn immer wieder abblitzen. Erst als sie gemeinsam studieren, willigt sie schließlich in eine Beziehung ein. Sie arbeiten im Institut für Imaginärteilchenforschung und sind an einigen wissenschaftlichen Durchbrüchen beteiligt. Schließlich heiraten sie und bekommen einen Sohn, Ryō. Bei einem Besuch in einem Vergnügungspark werden sie von einem Amokläufer angegriffen. Ryō kommt dabei um – oder wird von Koyomi gerettet. Tage nach der Rettung verhält sich Kazune seltsam. Schließlich kommt durch die Beobachtung der Regierung heraus, dass sie aus der Parallelwelt stammt, in der Ryō umgekommen ist. Koyomi kann sie überzeugen, in ihre Welt zurückzukehren. Doch auch die zurückgekehrte Kazune ist durch ein zwischenzeitliches Ereignis nicht mehr das „Original“. Dennoch hält die Liebe der beiden bis ins hohe Alter.
Koyomi Hidaka hat, trotz fehlendem Studium, im Labor große Fortschritte erzieht, um Shiori retten zu können, und wird dafür unter Wissenschaftlern bekannt. Dann wird ihm für die Arbeit Kazune Takigawa zugeteilt. Auch wenn er sie vergessen hat, kennt sie ihn noch von der Oberschule und hat inzwischen einen Doktortitel. Sie will zu ihm aufschließen und gemeinsam mit ihm arbeiten. Doch Shioris Körper ist inzwischen gestorben. Koyomis einzige Hoffnung ist eine durch Imaginärteilchen vermittelte Zeitreise. Daran kann er nur heimlich forschen und Kazune will ihm dabei helfen. Gemeinsam erkunden sie das Phänomen von Shioris Geist und können so weitere Fortschritte erzielen. Doch sie haben auch Rückschläge und Koyomi bemerkt, dass Shioris Geist mit ihm „verschränkt“ ist, also auch durch Parallelweltwechsel sich nicht von ihm trennt. Dann kommt Koyomi die entscheidende Idee: Er kann sie nur retten, wenn er in eine Welt und Zeit wechselt, in der er Shiori nie begegnet ist. Doch die beiden Forscher wissen, dass das auch ihn hirntot zurücklassen wird und sein und Shioris Geist die Erinnerungen verlieren werden. Sie arbeiten dennoch weiter an ihrer Forschung und im hohen Alter setzen sie ihren Plan um. Koyomi verabschiedet sich von Shioris Geist in der Hoffnung und mit dem Versprechen, sich in der anderen Welt wiederzusehen. Er wechselt in die Parallelwelt von Koyomi Takasaki, in dessen Körper er weiterlebt. Kazune nahm mit ihrem Ich aus dieser Welt Kontakt auf und ließ einen Termin für die Verabredung an der Kreuzung einrichten. Koyomi Takasaki ist von der ihm unbekannten Verabredung überrascht, geht aber dennoch hin. Er trifft dort die gealterte Shiori und sie wechseln wenige Worte miteinander, ohne sich zu kennen. Dennoch kehrt Koyomi glücklich heim, froh über das Glück Shioris und über das Leben mit seiner Frau Kazune.

## Buch-Veröffentlichungen
Die von Yomoji Otono geschriebenen Romane erschienen gleichzeitig am 23. Juni 2016 bei Hayakawa Shobō in Japan. Die gedruckte Auflage der beiden Bücher erreichte zusammengerechnet 240.000 Exemplare. Eine englische Übersetzung erschien bei Seven Seas Entertainment. 
Am 10. August 2022 folgte ein Ableger unter dem Titel Boku ga Kimi no Namae wo Yobu Kara (僕が君の名前を呼ぶから), der sich mit dem Leben einer weiteren Version von Shiori Satō beschäftigt, die Tagebucheinträge mit ihrem Selbst in einer anderen Parallelwelt austauscht.

## Filme
Auf Grundlage der beiden Romane entstanden zwei Anime-Filme. Die Drehbücher schrieb Riko Sakaguchi und die Produzenten waren Tomoyuki Saito und Yukari Tachibana. Boku ga Aishita Subete no Kimi e entstand unter der Regie von Jun Matsumoto bei Studio Bakken Record. Das Charakterdesign entwarfen Kano Komiyama, Keiichi Kondō und Rika Sasaki. Für die künstlerische Leitung war Yukari Yasuda verantwortlich. Die Tonarbeiten leitete Yuichi Imaizumi und für die Kameraführung war Yohei Konishi zuständig. Kimi wo Aishita Hitori no Boku e wurde unter der Regie von Kenichi Kasai bei TMS Entertainment produziert. Für das Charakterdesign war Shinichi Machida zuständig, für die künstlerische Leitung Yasutada Kato und für den Ton Takuya Hiramitsu. Für die Kameraführung war Yuusaku Murakami verantwortlich.
Die beiden Filme kamen am 7. Oktober 2022 in die japanischen Kinos. Am 11. März 2023 kamen die Filme auf Blu-ray und DVD heraus. Den größten Teil ihres Einspielergebnisses erzielten beide Filme in Japan. Kimi wo Aishita Hitori no Boku e spielte 1,6 Mio. US-Dollar (weltweit 1,66 Mio.) ein und erreichte Platz 9 der japanischen Kinocharts, Boku ga Aishita Subete no Kimi e spielte 1,5 Mio. US-Dollar (weltweit 1,58 Mio.) ein und erreichte Platz 10 der Kinocharts. Die Premiere außerhalb Japans war am 7. April 2023 auf der Sakura-Con in Seattle. Am 21. April 2023 wurden sie von Crunchyroll international per Streaming unter den internationalen, englischen Titeln veröffentlicht. Diese Veröffentlichung umfasst Fassungen mit Originalton und Untertiteln auf Deutsch, Englisch, Spanisch, Französisch, Italienisch, Portugiesisch und Russisch.

### Synchronisation
| Rolle                 | japanischer Sprecher (Seiyū) |
| --------------------- | ---------------------------- |
| Koyomi                | Hio Miyazawa                 |
| Kazune Takigawa       | Ai Hashimoto                 |
| Shiori Satō           | Aju Makita                   |
| Kazune Takigawa (alt) | Kimiko Yo                    |
| Koyomi Takasaki (alt) | Tokuma Nishioka              |

### Musik
Die Musik beider Filme stammt von Takashi Ohmama. Für Boku ga Aishita Subete no Kimi e schrieb und sang Keina Suda das Titellied Kumo wo Kō (雲を恋う) sowie das innerhalb des Films eingespielte Lied Rakka Ryūsui (落花流水). Bei Kimi o Aishita Hitori no Boku e wurde das Lied Shion (紫苑) vom Saucy Dog als Titellied verwendet. Die Band spielte auch den Insert Song Summer Daydream.